# お台場お笑い道
お台場お笑い道（おだいばおわらいどう）は、フジテレビジョンのCS放送（フジテレビ721・739→フジテレビONE）で2005年から2009年まで毎月最終日曜日に放送されていたバラエティ番組。

## 出演者
- レギュラー
  - アンタッチャブル
  - アンガールズ
  - カンニング竹山
  - バナナマン（3rdシーズンまでは準レギュラー）
- アシスタント
  - 斉藤舞子（フジテレビアナウンサー）
  - 宮瀬茉祐子（フジテレビアナウンサー）

## 初回放送日・ゲスト・放送内容

### 1stシーズン（2005年5月～2006年3月）
1stシーズンは#11のみロケだが、#5はクラブチッタ、それ以外はスタジオドリームメーカーでの公開収録（有料）である。
- #2 (2005年5月29日)
「チクリ箱」（蜂の着ぐるみ姿の斉藤舞子アナがレギュラー陣のタレコミを暴露）
「ごきげん道」（ごきげんようを真似したトークコーナー） ゲスト・江川有未
「アン＆アン コラボ道～ナンパ塾」（ナンパ塾を訪ねた柴田が、モテるためにはどうすればよいかを講師である山崎、山根、田中に答えてもらう、という形のフリップ大喜利コーナー）
「白帯芸人道」（ネタ） 号泣 ニブンノゴ! キングオブコメディ タイムマシーン3号 東京ダイナマイト
- #3 (2005年6月26日) ゲスト・次長課長
「チクリ箱」
「気になるあの子を暴き隊！」（ゲストのプライベートをクイズ形式で暴く、という形のフリップ大喜利コーナー） ゲスト・サエコ
「白帯芸人道」（ネタ） ハロ 鬼ヶ島 飛石連休 ヒデヨシ ザブングル キングオブコメディ
「竹山改造計画」（竹山がキレキャラを封印し、幼稚園の一日先生になる） 進行・戸部洋子（フジテレビアナウンサー）
「お台場ホストクラブ」
- #4 (2005年7月17日) ゲスト・次長課長
「チクリ箱」
「気になるあの子を暴き隊！」 ゲスト・近野成美
「もぎたて若手PickUp」（ネタ） スパローズ とろサーモン 東京03
「シャッフルエチュード1min」（出演者が「だれが」「どこで」「なにをした」という3つの箱に入っている紙を引き、それをお題に1分間の芝居をする）
「第1回メンバー家庭訪問」（アンガールズ田中の実家を訪問）
「お台場罰ゲーム部」（芸人が「相方とキス」等の様々な罰ゲームを体感するコーナー） ゲスト・イジリー岡田
- #5 (2005年9月25日)
「芸人ネタカーニバル」（ネタ） アンガールズ キングオブコメディ ビーム イワイガワ
「ザ・ヘストテン」（芸人がアーティストになりきり歌を熱唱するコーナー）
9位:I WAS BORN TO LOVE YOU（フレディ・マーキュリー） 歌:アンタッチャブル山崎
8位:NIGHT OF FIRE（長州小力） 歌:長州小力
7位:愛のしるし（PUFFY） 歌:アンガールズ
6位:YAH YAH YAH（CHAGE and ASKA） 歌:キングオブコメディ
- #6 (2005年10月30日) ゲスト・スピードワゴン
「チクリ箱」
「気になるあの子を暴き隊！」 ゲスト・和希沙也
ネタ 飛石連休 上木総合研究所 さくらんぼブービー マイケル スピードワゴン
「THE3人様」（アンガールズと竹山がカラオケボックスでダラダラと喋っているのを定点カメラで撮影）
「シャッフルエチュード1min」
- #7 (2005年11月27日) ゲスト・次長課長
「チクリ箱」
「気になるあの子を暴き隊！」 ゲスト・中川翔子
「チェアサバイバル2005」（出演者がイス取りゲームを行い、座れなかった2人がお題に沿った一言ボケで対決し、敗者が罰を受ける）
ネタ 号泣 チョップリン 瞬間メタル キングオブコメディ
「緊急企画・山根似の男は四谷に実在するか！」（アンガールズが四谷の寿司店で働いている山根似の男性に会いに行くロケ）
「シャッフルエチュード1min」 特別アイテムとしてキングオブコメディ今野が参加
- #8 (2005年12月31日) ゲスト・東京ダイナマイト
「2005年を振り返る」（お台場海浜公園の浜辺でレギュラー陣と佐々木（総合演出）、関（プロデューサー）による反省会）
「2005年を暴き隊！」（2005年の重大ニュースからクイズを出題し回答する、という形のフリップ大喜利コーナー）
ネタ 瞬間メタル キングオブコメディ 東京ダイナマイト カンニング竹山
「クイズ500人弱に聞きました」（会場のお客さんが出演者の中で「飲みに行っても面白くなさそうな芸人」等のイメージがある人物を事前アンケートで投票。1位の人物を当てないように出演者が答えていくコーナー）
「HOT★FANTASY ODAIBAのイベントに登場」
- #9 (2006年1月29日) ゲスト・バナナマン アシスタント・相川梨絵
OP「佐々木Dからのお題に答えて笑いを取れ」
ネタ アンガールズ
「気になるあの子を暴き隊！」 ゲスト・夏川純
ネタ U字工事 サンドウィッチマン キングオブコメディ
「オチ限定！2min SHOW」 クジで当たった二人が予め決められたオチになるようにコントをする。特別アイテムとしてキングオブコメディ今野が参加 コーナーゲスト・東京ダイナマイト
ネタ 東京ダイナマイト バナナマン アンタッチャブル
- #10 (2006年2月26日) ゲスト・バナナマン
「ノールールトークバトル」 『誰がいちばん煙たいか』『誰がいちばん裏表が激しいか』というテーマについて討論し、最後にメンバー全員で投票して「いちばん」に認定された人間が罰ゲームをさせられる
- #11 (2006年3月26日)

### 2ndシーズン（2006年4月～2007年3月）
2ndシーズンからはスタジオ収録とロケで構成するようになったが、#13と#17のみスタジオドリームメーカーでの公開収録を行った。
- #12 (2006年4月30日)
- #13 (2006年5月21日)
- #14 (2006年6月25日)
- #15 (2006年7月23日)
- #16 (2006年8月20日)
- #17 (2006年9月24日)
- #18 (2006年10月29日)
- #19 (2006年11月26日)
- #20 (2006年12月30日)
- #21 (2007年1月28日)
- #22 (2007年2月25日)
- #23 (2007年3月25日)

### 3rdシーズン（2007年5月～2008年3月）
3rdシーズンからは幾つかの新コーナーが設けられ、準レギュラーとしてバナナマンが出演。2ndシーズン同様、スタジオ収録とロケで構成されている。
- #24 (2007年5月20日)
- #25 (2007年6月24日)
- #26 (2007年7月20日)
- #27 (2007年8月19日)
- #28 (2007年9月23日)
- #29(2007年10月28日)
- #30(2007年11月25日)
- #31（2008年1月27日）
「お笑い道新年会」（大喜利）
「ヤングエイド」（ネタチェリー☆パイ、サンドウィッチマン）
ネタ永野、号泣、さくらんぼブービー
- #32（2008年2月24日）
「お笑い道がダメな理由」（ADの内部告発と企画会議暴露）
オールドエイド（ネタデンジャラス、BOOMER、ゆーとぴあ）
田中の彼女オーディション(女子アナ・高橋真麻、大島由香里、生野陽子の中から田中卓志の彼女を決める)
ネタコア、ガッポリ建設、上々軍団
- #33（2008年3月30日）
「もう予算がオール無いとニッポン」（お笑い道メンバーがラジオ風トーク番組に挑戦）

なお、2007年1月1日24:45～25:45(JST)に特別番組「お台場お笑い道～アンタ・アンガ・竹山のこれでお笑いブームとは決裂だ!!SP～」として地上波に進出した（内容は「激闘!!仁義なき丁半劇場」「新春カルタ相撲」「すきま語。」「竹山プロレス」）。ドラマお台場湾岸テレビに、竹山の美術さんのキャラクターが採用された。
ちなみに2008年3月10日25:10～26:10(JST)「お台場お笑い道SP」で地上波再進出（内容は「竹山プロレス」「僕らがカメラに気付くまで」「キャラ役作り選手権」）。

### 4thシーズン（2008年4月～2009年3月）
- #34（2008年6月）「竹山プロレス」※バナナマンがレギュラーに
- #35（2008年7月）「箱根男前ツアー2」
- #36（2008年8月）「ネタメタル」
- #37（2008年9月）「日村6番勝負」※4度目の地上波進出（視聴率2.2%）
- #38（2008年10月）「また予算がオール無いとニッポン」
- #39（2008年11月）「竹山フレンドリー作戦3」「劇団設楽」
- #40（2009年1月）「輝け！二人羽織り選手権」「山散歩」
- #41（2009年2月）「熱海番長ツアー」
- #42（2009年3月）「」

### 5thシーズン（2009年4月～2009年9月）
このシーズンから1時間に短縮
- #43（2009年4月）「竹山ひとり」
- #44（2009年5月）「TKにらめっこ」
- #45（2009年6月）「日村勇紀だけTV」「お笑い道スポーツ」「守護天使完成披露記者会見」
- #46（2009年7月）「山崎マート」「日村勇紀だけTV」「田中に言わせたモン勝ち！一言バトルロワイヤル」
- #47（2009年8月）「竹山フレンドリー作戦4」
- #48（2009年9月）「最終回」

## スタッフ
- 構成:伊東雅司、小川浩之、北本かつら、堀由史、小幡真弘、石舘光太郎、佐藤大地
- ディレクター:中川将史、鈴木靖広、石岡孝利
- プロデューサー:双川正文
- 演出:佐々木敦規